# 王家厂镇
王家厂镇，是中华人民共和国湖南省常德市澧县下辖的一个乡镇级行政单位。

## 行政区划
王家厂镇下辖以下地区：
建设街社区、生产街社区、长乐村、唐家峪村、黄木村、阳鹊湾村、白马庙村、花园村、柳津村、青石岭村、江西村、大团村、万红村、板桥溶村、大兴村、四方村和双庆村。